# Mondeval de Sora
Mondeval de Sora ist eine paläoanthropologische und archäologische Fundstätte in den Ampezzaner Dolomiten in Italien. Der Ort wurde mit Unterbrechungen von der frühen Mittelsteinzeit bis in die Neuzeit von Menschen aufgesucht. Besondere Bedeutung erlangt er durch den Fund eines gut erhaltenen etwa 7500 Jahre alten Grabes aus der späten Mittelsteinzeit.

## Lage
Der Fundplatz befindet sich am südlichen Rand der Croda-da-Lago-Gruppe zu Füßen des Monte Mondeval (2455 m) in der Provinz Belluno in Venetien. Er liegt unter den Überhängen eines großen Findlings auf der Almfläche der Malga Mondeval de Sora auf einer Höhe von 2150 m s.l.m. am nördlichen Rand des Val Fiorentina. Das Vorhandensein von Lehm- und Tonschichten sowie eines bogenförmigen Moränenrandes auf der Almfläche zeugen davon, dass in der Nähe des Fundplatzes ein periglazialer See bestand, der später von Schwemmmaterial bedeckt wurde. Der See bestand noch, als sich in der Steinzeit Jäger und Sammler hier aufhielten.

## Entdeckung und Stratigraphie
Entdeckt wurde die Fundstätte 1985 durch den Heimatforscher Vittorino Cazzetta. Cazzetta, Mitglied des Museumsvereins von Selva di Cadore, fand auf der Erde eines frisch aufgeworfenen Maulwurfshügels unter einem der Überhänge des Findlings einige Mikrolithen aus Feuerstein.
1986 wurden erste Sondagen unter der Leitung von Professor Antonio Guerreschi, Paläontologe an der Universität Ferrara, durchgeführt. Bei weiteren Grabungskampagnen wurden bis 2000 insgesamt drei Fundplätze unter verschiedenen Seiten des Findlings mit menschlichen Zeugnissen ausgemacht. Die ältesten Schichten wurden am Fundplatz VF1 – abgekürzt für Val Fiorentina 1 – an der Südwestseite des Felsblocks entdeckt und konnten anhand dort aufgefundener lithischer Artefakte dem Sauveterrien des Frühmesolithikums (8000–6500 v. Chr.) zugeordnet werden. Im etwa 60 m² großen Grabungsbereich wurden drei Schichten aus dem Sauveterrien freigelegt mit Resten eines grob mit Steinen ausgelegten Fußbodens, Holzkohlespuren einer Feuerstelle und zahlreichen Knochenresten von Tieren, die eine intensive Frequentation in dieser Epoche belegen.
Die nächsten Schichten stammen aus dem Castelnovien des Spätmesolithikums (6600–5600 v. Chr.). Aufgrund von späteren Abtragungen, womöglich um die nutzbare Fläche unter dem Abri zu vergrößern und aufgrund von Erosion sind von dieser Zeit nur wenige Spuren, aber um so bedeutendere Spuren erhalten. Neben einer über mehrere tausend Jahre genutzten Feuerstelle, die anhand der C14-Datierung von Holzkohleresten auf ein Alter zwischen 8380 ± 70 und 4160 ± 55 BP datiert wurde, stammt aus dieser Epoche das Grab eines spätmesolithischen Jägers und Sammlers.
Nach dem Castelnovien wurde Mondeval de Sora für etwa tausend Jahr bis zur Kupfersteinzeit nicht aufgesucht, zumindest finden sich keine Spuren bis zu dieser Zeit. Aus der Kupfersteinzeit ist eine einzige Fundschicht mit einer zwischen 3160 ± 40 und 3010 ± 45 BP datierten Feuerstelle freigelegt worden. Weitere Straten mit Resten einer Trockenmauer stammen aus dem Mittelalter, während Keramikscherben und andere Fundstücke darauf hinweisen, dass die Überhänge des Findlings noch in der Neuzeit Schutz boten.
In unmittelbarer Umgebung wurden außerdem zwei Münzen aus der späten römischen Kaiserzeit sowie Steine mit Inschriften aus vorrömischer Zeit entdeckt, als die Hochebene von Mondeval de Sora womöglich als Weidefläche genutzt wurde.

## Grab

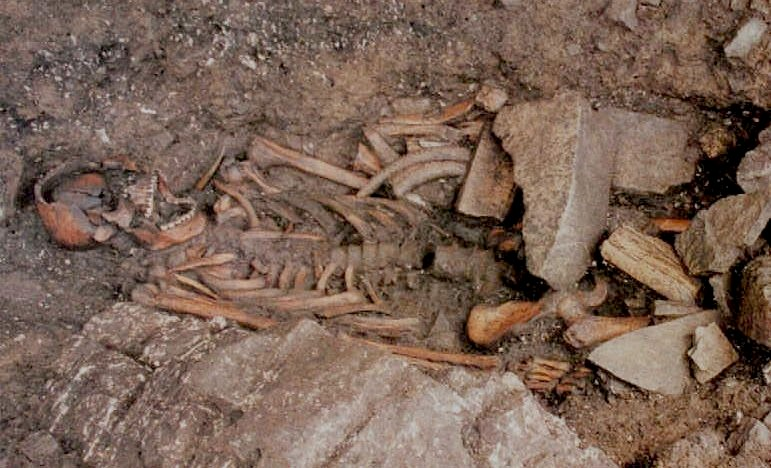
Das Grab auf Mondeval de Sora aus der späten Mittelsteinzeit

Das spätmesolithische Grab lag geschützt in zentraler Position unter einem der Überhänge des Findlings und war in Nord-Süd-Richtung ausgerichtet. Der Verstorbene war dort in ausgestreckter Lage auf dem Rücken liegend in einer extra ausgehobenen Grube bestattet worden.
Das fast vollständig erhaltene Skelett befand sich in einem sehr guten Zustand. Es fehlten lediglich einige kleinere Gesichtsknochen sowie einige Knochen des linken Fußes. Ab dem Becken abwärts war der Körper mit größeren Steinen bedeckt, die aus der näheren Umgebung des Grabes stammten und gezielt ausgesucht worden waren, da nur bestimmte Gesteinsarten auf das Grab gelegt wurden.
Die C14-Datierung der Knochen mittels Beschleuniger-Massenspektrometrie ergab ein Alter von 7425 ± 55 BP (8739–8071 cal BP). Anhand der paläontologischen Analyse des Skeletts konnte ermittelt werden, dass der bestattete Cro-Magnon-Mensch ein etwa 40 Jahre alter Mann war, der 167 cm groß und von robuster Statur war. Er litt an einer Knochen-Dysplasie mit unbekannter Ätiologie. Die Todesursache konnte nicht festgestellt werden.
Im Grab befanden sich insgesamt 61 Grabbeigaben aus Hornstein, Knochen und Feuerstein sowie zwei organischen Agglomeraten bestehend aus Harzen und Propolis. Der Großteil der Beigaben waren Gegenstände aus dem täglichen Gebrauch und waren vermutlich in drei aufgelösten organischen Säckchen auf der linken Körperseite zwischen Unterarm und der linken Hand platziert. Hier fanden sich auch Propolis- und Harzspuren. Während Letztere als Kleber verwendet wurden, wurde Propolis vermutlich als Arzneimittel genutzt.
Die Steingeräte stammen von Steinen aus der näheren Umgebung, wurden aber auch aus größerer Entfernung her geschafft, wie vom etwa 100 km südwestlich liegenden Monte Baldo, den östlich des Baldo liegenden Lessinischen Alpen oder aus dem etwa 70 km westlich gelegenen Nonstal. Letztere belegen nicht nur das Vorhandensein von Kommunikationswegen, sondern zeugen auch von neuen Techniken bei der Steinbearbeitung, die den direkten oder indirekten Mehraufwand durch Tauschgeschäfte für die Beschaffung lohnenswert machten.
Drei große hochwertig verarbeitete Steinklingen dienten als rituelle Grabbeigabe und waren jeweils unter einer Schulterseite sowie unter dem Kopf gelegt worden. Zwei dieser Klingen wiesen keine Gebrauchsspuren auf. Die Forschung geht davon aus, dass der Tote aufgrund der zahlreichen gefundenen Steinwerkzeuge über spezielle Fertigkeiten bei der Bearbeitung von Steinklingen verfügte, was seinen besonderen sozialen Rang ausmachte und in den Grabbeigaben seinen Ausdruck fand.
Skelett und Grabbeigaben sowie wie weitere Funde von Mondeval de Sora sind im Heimatmuseum „Vittorino Cazzetta“ in Selva di Cadore ausgestellt.

## Bedeutung
Das Grab von Mondeval de Sora ist eines der wenigen aus der Mittelsteinzeit stammenden Grabstätten in Italien und das bislang einzige Grab, das aus dem Spätmesolithikum stammt. Zum Zeitpunkt der Entdeckung des Grabes war im nordöstlichen Italien nur ein weiteres mittelsteinzeitliches Grab aus dem älteren Sauveterrien bei Zambana vecchia im Etschtal nordwestlich von Trient bekannt. Besondere Bedeutung kommt ihm wegen der reichhaltigen Grabbeigaben sowie wegen des außergewöhnlichen Fundortes auf über 2100 m Höhe zu. Mit seinen 61 Grabbeigaben gehört es zu den mesolithischen Gräbern mit den meisten Beigaben in Süd- und Mitteleuropa.
Die zahlreichen Funde aus dem Frühmesolithikum liefern zudem Informationen über den sogenannten vertikalen Nomadismus in den Alpen während der Mittelsteinzeit, also dem jahreszeitlich bedingten Aufsuchen der Hochlagen. Allein in einer der drei Sauveterrien-Schichten konnten etwa 20.000 Fundstücke geborgen werden, wobei aufgrund der oft winzigen Größe von unter 10 mm oder aufgrund thermischer Veränderungen nur etwa die Hälfte der Fundstücke wissenschaftlich weiter auswertbar sind.
Die Stein- und Knochenartefakte aus dem Grab geben wiederum Aufschluss über die Lebensweise und weitreichende Transformationen im Spätmesolithikum. Sie betreffen technische Prozesse wie neue Verarbeitungstechniken der Artefakte, wirtschaftliche Aspekte, wie das Beschaffen durch Tausch und Handel hochwertiger weit entfernter Materialien oder sozial-kulturelle Punkte, wie Bestattungsrituale und die damit verbundene soziale Stellung des Toten.
Die ungewöhnlich zahlreichen Knochen- und Skelettreste der gejagten Tiere, überwiegend Hirsche, aber auch Steinböcke. lassen den Schluss zu, dass die erlegten Tiere hier zerlegt und weiter verarbeitet wurden. Die Fußbodenreste können wiederum so gedeutet werden, dass es sich bei Mondeval de Sora um ein kleines für die sommerliche Jagdsaison genutztes Lager gehandelt haben könnte.